# Philip H. Gordon

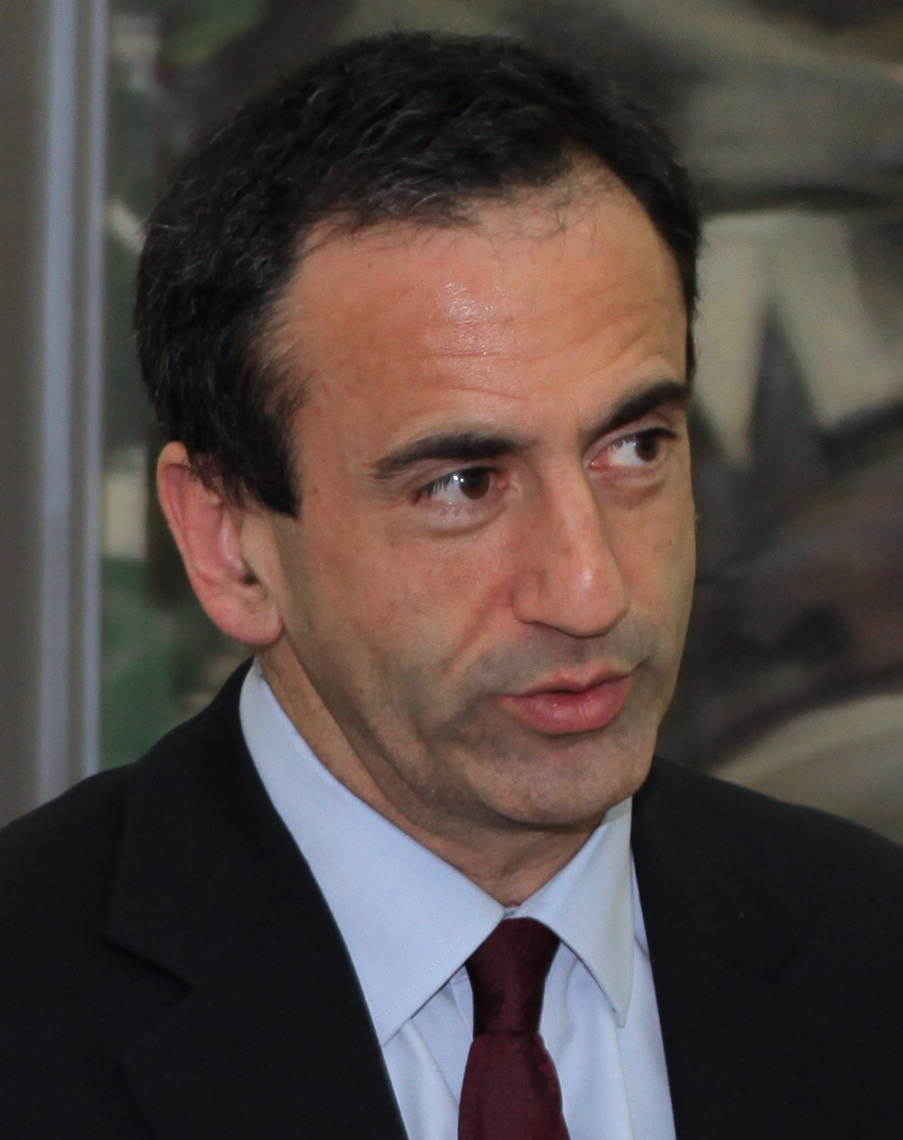
Philip H. Gordon (2011)

Philip H. Gordon (geboren 1962) ist ein US-amerikanischer Politikberater, Autor von Sachbüchern und Vortragender. Er gehört der Demokratischen Partei an und bekleidete das Amt des Sicherheitsberaters von der ehemaligen Vizepräsidentin Kamala Harris.

## Laufbahn
Gordon erwarb 1984 einen BA an der Ohio University, 1987 einen MA und 1991 einen PhD an der School of Advanced International Studies (SAIS) an der Johns Hopkins University in Baltimore, Maryland.
Von 1998 bis 1999 diente er in der Clinton-Regierung als Direktor für Europafragen beim Nationalen Sicherheitsrat. Danach war er zehn Jahre lang Senior Fellow der Brookings Institution, einer bedeutenden Denkfabrik der Vereinigten Staaten. Er konzentrierte sich auf US-europäische Beziehungen, Türkei und den Irak und war Co-Autor von fünf Büchern. Er lehrte bzw. bestritt Vorträge unter anderem am International Institute for Strategic Studies in London, bei INSEAD in Fontainebleau, am Institut d’études politiques in Paris und an der Deutschen Gesellschaft für Auswärtige Politik in Bonn. In einem Buch beschrieb er die Hybris der US-amerikanischen Außenpolitik nach dem Kalten Krieg. Insbesondere kritisierte er die katastrophalen Folgen des Irak-Kriegs unter George W. Bush.
Während der Präsidentschaftskampagne 2008 von Barack Obama fungierte er als Senior Foreign Policy Advisor und übernahm nach der Wahl Obamas als Nachfolger von Daniel Fried die Funktion des Unterstaatssekretärs für Europa-Angelegenheiten (Assistant Secretary of State for European and Eurasian Affairs). Im März 2013 wurde er erneut in den Nationalen Sicherheitsrat der USA berufen, nunmehr als Special Assistant des Präsidenten und Koordinator für den Mittleren Osten, für Nordafrika und die Golfregion. Seit 2021 steht er im Dienst der Vizepräsidentin Kamala Harris, zuerst als Stellvertreter, ab März 2022 als Sicherheitsberater.
Er kommentiert das Weltgeschehen regelmäßig in Meinungskommentaren in The New York Times, The Washington Post, Financial Times, Foreign Affairs, Foreign Policy, The Atlantic, Politico und anderen Medien.

## Buchpublikationen (Auswahl)
- Die deutsch-französische Partnerschaft und die Atlantische Allianz, Bonn: Deutsche Gesellschaft für Auswärtige Politik 1994.
- The American role in Europe fifty years after World War II, Berlin: Aspen Institute, Oktober 1995.
- Iraq: the transatlantic debate, Paris: Institute for Security Studies, 2002.